# Adalbert I.
Adalbert I. (9. století? - po 28. únoru 929) byl od roku 890 do své smrti markrabě ivrejský, druhý z Burgundsko-Ivrejské dynastie, jeho otec byl Anscar I.

## Život
Bouřil se proti králi Provence Ludvíkovi Slepému, který napadl Itálii v roce 900, ale po Ludvíkově císařské korunovaci v roce 901 se přiklonil na jeho stranu. V roce 902 se, ale přiklonil k Berengarovi I. a krátce nato, nejpozději do roku 903, se oženil s jeho dcerou Giselou z Friuli, což možná byla cena jeho oddanosti. S Giselou měl dvě děti, Berengara, který byl jeho následníkem a Bertu, která se stala abatyší Modeny. Mezi roky 913 a 915 Gisela zemřela a tak se oženil s Ermengardou z Toskánska (901 - 29. února 931/2), dcerou markraběte Adalberta II. Toskánského. Z tohoto manželství měl druhého syna Anscara, pozdějšího vévodu ze Spoleta. V letech 916–17 byly jeho primárním zájmem Saracénské nájezdy. V letech 920–21 se připojil k šlechticům, burgundského původu, kteří podpořili kandidaturu krále Rudolfa II. Burgundského na italský trůn. Spolu s Lambertem, arcibiskupem Milána a hrabětem Gilbertem z Bergama shromáždil vojska v horách u Brescia s úmyslem napadnout Veronu a zajmout Berengara. Když byl tento plán vyzrazen, poslal maďarské žoldáky, aby oklamali spiklence a sami zaútočili zezadu. Uprostřed bitvy si Adalbert vyměnil oděv s jedním z jeho vojáků, aby unikl. Koncem roku 921 vstoupil král Rudolf II. Burgundský do Itálie, kde byl s pomocí svého příbuzného Huga I. uznán za krále.
O působení Adalberta v tomto období se nedochovalo mnoho informací. Zřejmě nehrál žádnou roli v Rudolfově korunovaci a Hugově aklamaci. V tomto období byl pravděpodobně vážně nemocný, protože Liutprand z Cremony v letech 924-925 napsal, že se domníval, že je již mrtvý. Poslední záznam o něm pochází pravděpodobně z doby krátce před jeho smrtí, kdy poskytl dar kostelu svatého Andrewa v Turíně 28. února 929.